# Cantonul Ajaccio-5
Cantonul Ajaccio-5 este un canton din arondismentul Ajaccio, departamentul Corse-du-Sud, regiunea Corsica, Franța.